# Тартыков, Семён Владимирович
Семён Владимирович Тартыков (1921—1944) — ефрейтор Рабоче-крестьянской Красной Армии, участник Великой Отечественной войны, Герой Советского Союза (1944).

## Биография
Семён Тартыков родился в 1921 году в селе Никольское (ныне — Чойский район Республики Алтай). После окончания начальной школы работал сначала в колхозе, затем в промартели, леспромхозе. В сентябре 1942 года Тартыков был призван на службу в Рабоче-крестьянскую Красную Армию. С февраля 1943 года — на фронтах Великой Отечественной войны.
К январю 1944 года гвардии ефрейтор Семён Тартыков был снайпером 1-го батальона 12-го гвардейского воздушно-десантного полка 4-й гвардейской воздушно-десантной дивизии 40-й армии 1-го Украинского фронта. Отличился во время освобождения Винницкой области. 27 января 1944 года Тартыков участвовал в отражении немецких контратак в районе села Балабановка Оратовского района Винницкой области Украинской ССР. В критический момент боя он с противотанковой гранатой бросился под немецкий танк, ценой своей жизни уничтожив его. Похоронен в селе Княжья Криница Монастырищенского района Черкасской области Украины.
Указом Президиума Верховного Совета СССР от 13 сентября 1944 года за «мужество и героизм, проявленные в Корсунь-Шевченковской операции» гвардии ефрейтор Семён Тартыков посмертно был удостоен высокого звания Героя Советского Союза. Также был награждён орденом Ленина и двумя медалями.
В честь Тартыкова названа улица и школа в селе Каракокша Чойского района Республики Алтай.